# Crown Mountain
Der Crown Mountain ist ein 3830 m hoher Berg in der antarktischen Ross Dependency. Er ragt 6 km ostnordöstlich des Mount Kristensen auf der Westseite des Nilsen-Plateaus im Königin-Maud-Gebirge auf.
Der United States Geological Survey kartierte ihn anhand eigener Vermessungen und Luftaufnahmen der United States Navy aus den Jahren von 1960 bis 1964. Das Advisory Committee on Antarctic Names benannte ihn 1967 nach der Erscheinung seines Gipfels, der sich wie eine Krone (englisch crown) vom vereisten Nilsen-Plateau abhebt.